# Harald Aabrekk
Harald Olav Aabrekk (Nordfjordeid, 22 febbraio 1956) è un allenatore di calcio ed ex calciatore norvegese.

## Carriera

### Giocatore
Nel 1978 ha giocato uno spezzone di partita per il Brann, in un incontro terminato con una sconfitta della sua squadra per 0-2.

### Allenatore

#### Brann
Nel corso del 1998, Aabrekk è diventato il nuovo allenatore del Brann, sostituendo Kjell Tennfjord che aveva avuto un inizio di stagione negativo. Sotto la sua guida, la situazione della squadra è migliorata. È rimasto al Brann anche per il campionato successivo, chiuso al terzo posto.

#### Dopo il Vålerenga
Terminata l'esperienza con il Vålerenga, Aabrekk è tornato al Brann in veste di assistente di Mons Ivar Mjelde, all'epoca allenatore del club. Successivamente, è stato anche osservatore.

#### Aalesund
Il 31 agosto 2012, è stato ingaggiato dall'Aalesund in qualità di osservatore. Abderrazak Hamdallah e Daníel Leó Grétarsson sono stati due dei calciatori che ha segnalato in questa veste.
Il 1º dicembre 2014 è diventato il nuovo allenatore della squadra. Aabrekk si sarebbe avvalso della collaborazione di Trond Fredriksen, ex calciatore dell'Aalesund: entrambi hanno firmato un contratto biennale, valido a partire dal 1º gennaio 2015. Il 28 aprile 2015, è stato sollevato dall'incarico.

## Palmarès

### Allenatore

#### Competizioni nazionali
- 1. divisjon: 1

Sogndal: 2010